# Florence Mumba
Florence Mumba, (Mufulira, 17 december 1948) is een Zambiaans jurist. Ze begon haar loopbaan als advocaat en was van 1989 tot 1997 ombudsvrouw. Vanaf 1997 was ze rechter en diende als zodanig voor het Joegoslaviëtribunaal, de gezamenlijke beroepskamer van dit tribunaal met het Rwandatribunaal, het Cambodjatribunaal en als opperrechter in eigen land.

## Levensloop
Mumba studeerde in Zambia rechten en slaagde in 1972 als Bachelor of Laws. Naast de landstaal Engels beheerst ze ook het Frans.
Ze begon haar loopbaan als pro-Deoadvocaat in 1973 en klom op tot advocaat voor het hooggerechtshof in 1977. In 1978 werd ze directeur van de afdeling voor pro-Deoadvocatuur en van 1989 tot 1997 ombudsvrouw.
Tijdens haar loopbaan vertegenwoordigde ze haar land op verschillende internationale bijeenkomsten, zoals tijdens de conferentie over vrouwen in Nairobi in 1985 en in Senegal in 1994. Voor de Internationale Commissie van Juristen had ze in 1995 zitting in de commissie van juridische specialisten die de voorbereidingen troffen voor de oprichting van het Afrikaanse Hof voor de Rechten van Mensen en Volken dat sinds 2004 zetelt in Arusha in Tanzania. In 1996 nam ze als regiodirecteur en vicepresident deel aan de zesde wereldconferentie voor ombudspersonen.
In 1997 werd ze benoemd tot rechter van het hooggerechtshof van Zambia. Hetzelfde jaar werd ze gekozen tot, en in november geïnstalleerd als, rechter van de strafkamer van het Joegoslaviëtribunaal in Den Haag. Hier was ze verbonden aan zaken tegen Dražen Erdemović, Anto Furundžija, Dragoljub Kunarac, Milan Simić en Blagoje Simić. Daarnaast was ze hier van 1999 tot 2001 vicepresident en werd ze in 2003 geïnstalleerd als rechter van de gezamenlijke beroepskamer van dit tribunaal en het Rwandatribunaal. Al eerder was ze betrokken bij de beroepszaken, zoals van Duško Tadić en Zlatko Aleksovski.
Hierna keerde ze terug als opperrechter in haar eigen land. Sinds 2009 is ze daarnaast rechter van het Cambodjatribunaal in Phnom Penh.